# Jezioro Sianowskie
Jezioro Sianowskie  (kszb. Swiónowsczé Jezoro) – jezioro rynnowe położone na Pojezierzu Kaszubskim (powiat kartuski, województwo pomorskie) na obszarze Kaszubskiego Park Krajobrazowego. Piękna okolica, czysta woda i bezpośrednie sąsiedztwo Lasów Mirachowskich podkreślają szczególne walory turystyczne jeziora i okolic. Jezioro stanowi początek szlaku kajakowego rzeki Łeby.
Powierzchnia całkowita 76 ha, maksymalna głębokość 15,6 m
Przed 1920 jezioro nosiło nazwę niemiecką Sianowo-See
Obecnie jezioro wchodzi w skład obszaru ochrony siedliskowej Natura 2000 Dolina Górnej Łeby.